# Fredrikke Marie Qvam
Fredrikke Marie Qvam (31 mai 1843-10 septembre 1938) est une dirigeante humanitaire, féministe, politicienne libérale norvégienne et épouse du Premier ministre Ole Anton Qvam. Elle est la fondatrice en 1896 de l'Association norvégienne féminine de santé publique (no), qui grandit pour devenir la plus grande organisation de femmes de Norvège avec 250 000 membres, et en est sa première présidente de 1896 à 1933 et sa présidente d'honneur de 1933 jusqu'à sa mort. Elle est également présidente de l'Association nationale pour le droit de vote des femmes de 1899 à 1903. Elle est largement considérée comme l'une des lobbyistes politiques les plus influentes et les plus prospères de son temps, et est décrite dans le journal Samtiden en 1915 comme la « reine des couloirs ».

## Jeunesse et mariage

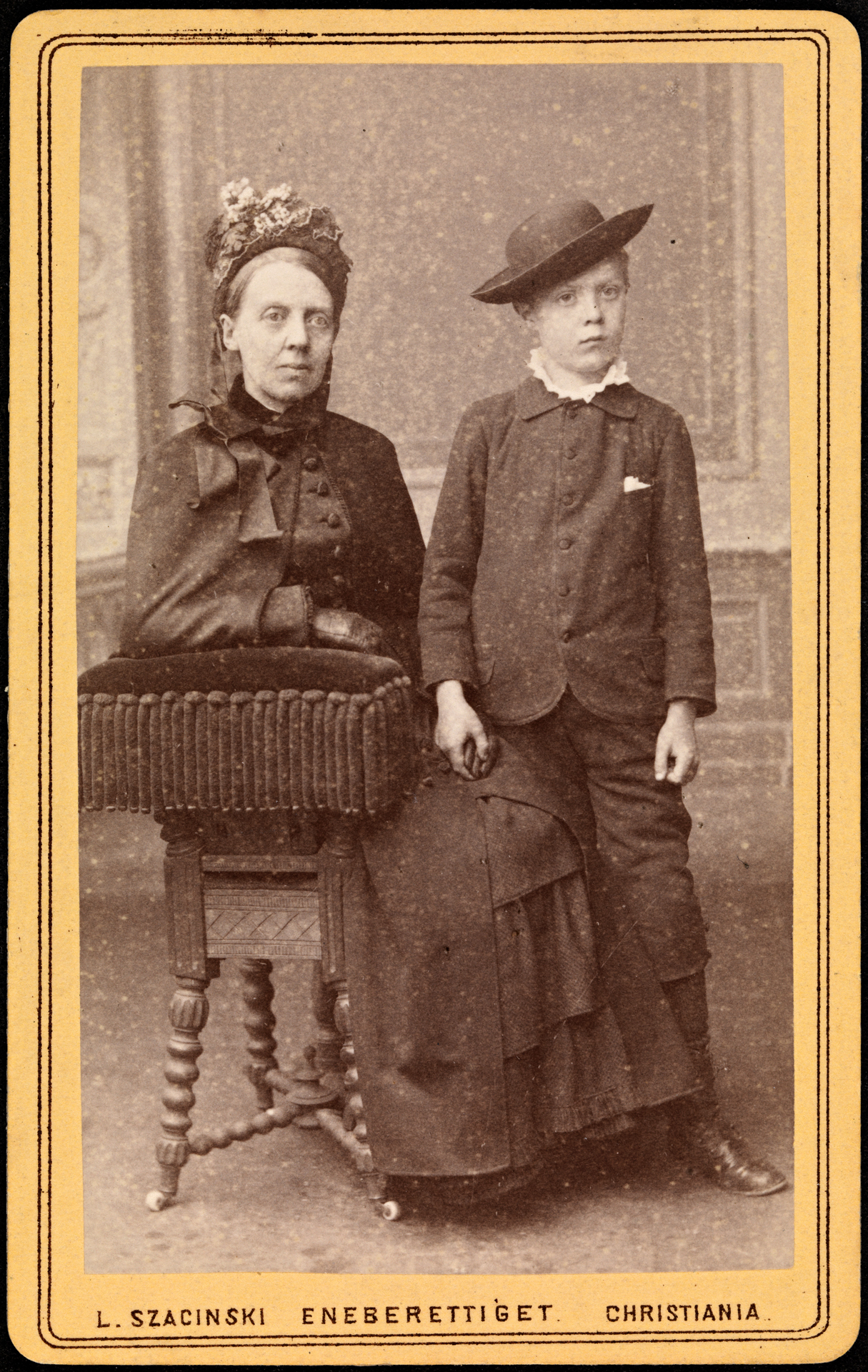
Freddrikke Marie Qvam avec son fils David Andreas vers 1885.

Qvam est née Fredrikke Marie Gram à Trondheim du marchand David Andreas Gram et Louise Augusta Gram (née Bing). En 1849, la famille déménage au manoir Helge-By-Rein à Steinkjer. Là, elle passe beaucoup de temps à l'extérieur faisant du ski, du patinage et de l'équitation. Ses parents sont libéraux pour l'époque, et sa mère en particulier veut que ses filles soient éduquées et fassent du sport. La famille est socialement bien connectée et impliquée culturellement et parmi leurs invités figurent Bjørnstjerne Bjørnson, Ole Bull, Aasmund Olavsson Vinje et Peter Chr. Asbjørnsen.
Fredrikke Marie Gran rencontre son futur époux, Ole Anton Qvam en 1857, alors qu'il lui donne des cours particuliers. Né en 1831 dans une famille de fermier de Molde, il a passé l'examen artium et travaille depuis comme professeur particulier. Il se fiancent en secret en 1858 et se marient en 1865 après qu'il a fini ses études de droit à Kristiania. En 1873, le couple achète une ferme à Gjævran et y emménagent. Ils ont cinq enfants mais deux meurt en bas âge et deux pendant leur enfance dont trois de la tuberculose en 1878, 1889 et 1893. Elle dira plus tard que la douleur de perdre ses enfants de maladie est l'une des raisons qui l'ont poussé à fonder l'Association norvégienne féminine de santé publique.
Ole Anton Qvam établit un cabinet d'avocats à Steinkjer et s'implique dans les affaires et la politique locales pour le Parti libéral. Il est élu au Parlement de Norvège pour la première fois en 1874. Comme il est souvent absent, une grande partie des responsabilités de gestion de la ferme incombe donc à Fredrikke Marie Qvam. Étant très intéressée par la politique et les affaires publiques, elle estime que sa vie à la ferme n'est pas satisfaisante ; dans une lettre à son mari, elle écrit à l'impression de gâchée sa vie.

## Associations
Ole Anton et Frerikke Marie Qvam déménagent à Kristiania en 1893, à l'âge de 50 ans. Là, elle s'implique dans le mouvement pour les droits des femmes et d'autres activités politiques.
En 1896, Qvam est parmi les fondatrices de l'Association norvégienne féminine de santé publique et en devient sa dirigeante. L'objectif déclaré de l'organisation au départ est de fournir des fournitures médicales à utiliser à la fois pendant la guerre et les accidents en temps de paix, d'éduquer les femmes aux premiers secours, d'éduquer les infirmières et de lutter contre les maladies courantes comme la tuberculose et les rhumatismes. Le contexte est, dans une large mesure, la situation tendue entre la Suède et la Norvège en raison de la demande croissante d'indépendance de la Norvège à l'égard de la Suède. En plus de se concentrer sur les questions de santé et les politiques sociales, l'organisation devient aussi un point de rencontre pour les femmes préoccupées par le droit de vote des femmes et l'indépendance de la Norvège par rapport à la Suède.
Qvam devient également membre de la Kvindestemmeretsforeningen qui a été formée à Kristiania en 1895. Le but de l'association est de plaider pour le plein droit de vote des femmes, aux élections nationales et locales. L'association réussi à faire débattre le cas par le Parlement norvégien en 1890, mais une proposition d'accorder le droit de vote aux femmes est rejetée avec 70 voix contre et 44 pour. En 1898, tous les hommes de plus de 25 ans obtiennent le droit de vote aux élections municipales, alors que seuls les hommes ayant un certain revenu peuvent voter aux élections législatives. Les femmes n'ont elles toujours pas le droit de voter. Une majorité de la Kvindestemmeretsforeningen décide alors de proposer un droit de vote limité aux femmes : les femmes devraient pouvoir voter aux élections municipales dans les mêmes conditions que les hommes pouvaient voter aux élections nationales. Cela ne donnerait le droit de vote qu'aux femmes riches, principalement dans les villes.
Qvam appartient à la minorité de la Kvindestemmeretsforeningen qui ne veut pas faire de compromis sur le droit de vote en tant que droit humain. En 1898, elles se séparent de l'association-mère et forment l'Association nationale pour le droit de vote des femmes (Landskvinnestemmerettsforeningen) dont Qvam devient la dirigeante. Lorsque les femmes obtiennent finalement un droit de vote limité aux élections municipales de 1901, l'Association nationale pour le droit de vote des femmes met les femmes au défi de s'impliquer dans le travail des partis et recrute des candidates aux partis politiques, principalement au Parti libéral.
En 1902–03, Qvam vit à Stockholm où Ole Anton Qvam est nommé Premier ministre norvégien à Stockholm.

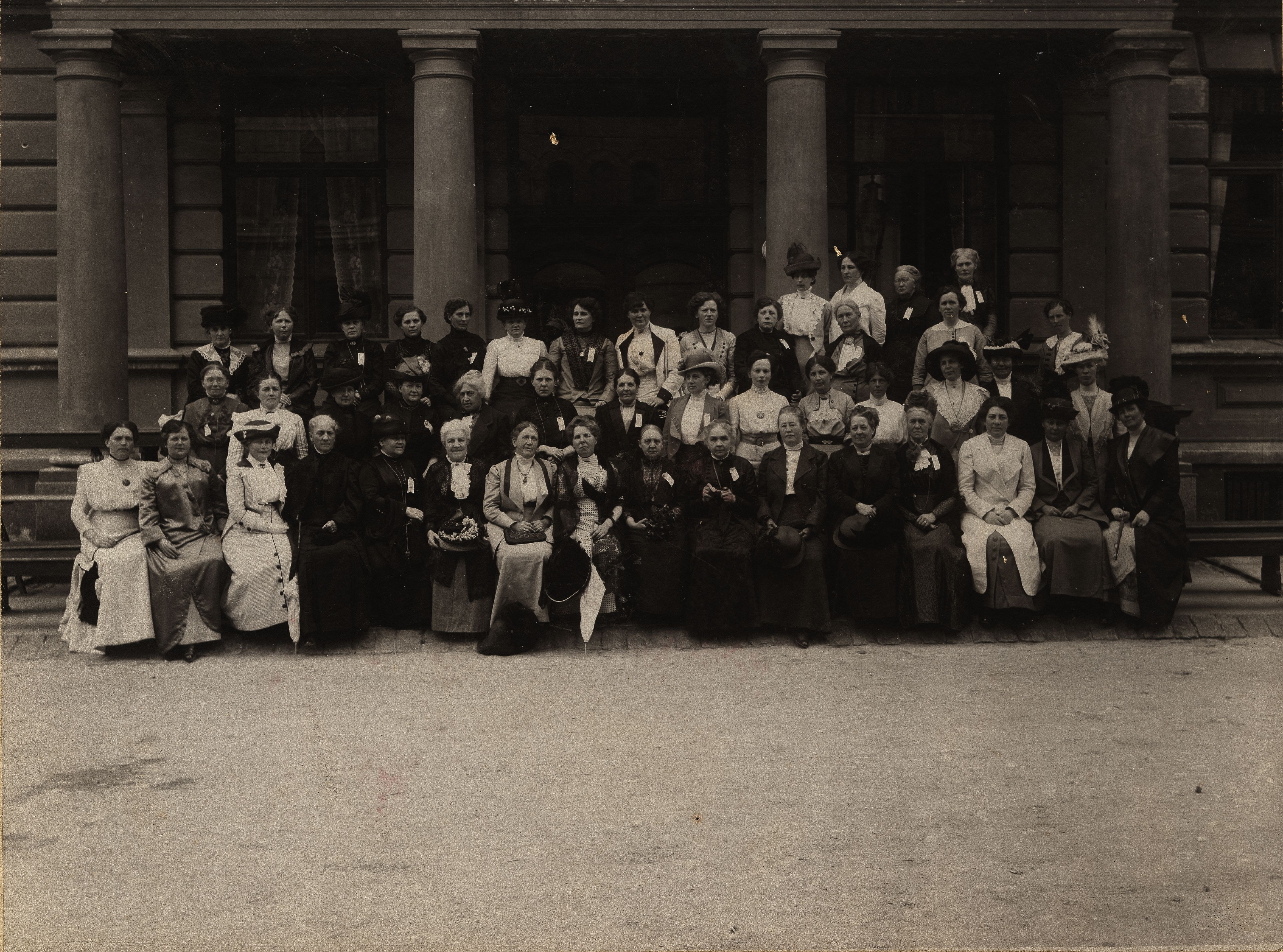
Les membres de l'Association norvégienne féminine de santé publique en 1913. Fredrikke Marie Qvam est la neuvième en partant de la gauche au premier rang.

Lorsqu'un référendum sur l'opportunité pour la Norvège de quitter l'union avec la Suède est annoncé en juillet 1905 et prévu pour le 13 août suivant, Qvam fait appel au président du parlement norvégien Carl Berner pour permettre aux femmes de participer au référendum, mais la réponse est négative. Seuls les hommes de plus de 25 ans qui ne dépendent pas de l'aide sociale ont le droit de voter. En août, l'Association nationale pour le droit de vote des femmes commence à recueillir des signatures de femmes en faveur de la dissolution du syndicat. Elise Welhaven-Gunnerson en est la force motrice au début, mais Qvam devient importante pour le succès de la pétition car elle peut mobiliser les femmes non seulement par le biais de l'Association nationale pour le droit de vote des femmes, mais également par le biais de la plus grande Association norvégienne féminine de santé publique qu'elle dirige également. Pendant deux semaines en août, environ 244 765 signatures sont recueillies. Le 22 août 1905, Fredrikke Marie Qvam, Marie Kjølseth et Welhaven-Gunnerson remettent la liste avec signatures et une lettre de soutien à la dissolution au Parlement norvégien. De nouvelles signatures sont envoyées en octobre et au total, environ 300 000 signatures de femmes sont recueillies en faveur de la dissolution de la Suède-Norvège. Certains hommes sans droit de vote figurent parmi les signataires. 368 392 hommes ont aussi voté lors du référendum du 13 août 1905.
Le succès de la collecte de signatures féminines en faveur de la dissolution de la Suède-Norvège offre le respect aux femmes et est perçu par beaucoup comme un signe que les femmes sont suffisamment mûres politiquement pour voter. Il contribue à un processus qui aboutit au plein droit de vote des femmes en 1913. Après cela, Qvam et l'Association nationale pour le droit de vote des femmes se concentrent sur des projets qui doivent inciter les femmes à utiliser leur droit de vote et à participer aux activités politiques. Une devise fréquemment utilisée par Qvam était « Un droit de vote est un devoir de voter ».
Qvam reste la dirigeante de l'Association norvégienne féminine de santé publique jusqu'en 1933, à l'âge de 90 ans. Elle reçoit pour ça la médaille du mérite du roi en or en 1911 et devient chevalier, première classe de l'ordre de Saint-Olav en 1915.

## Mort et héritage

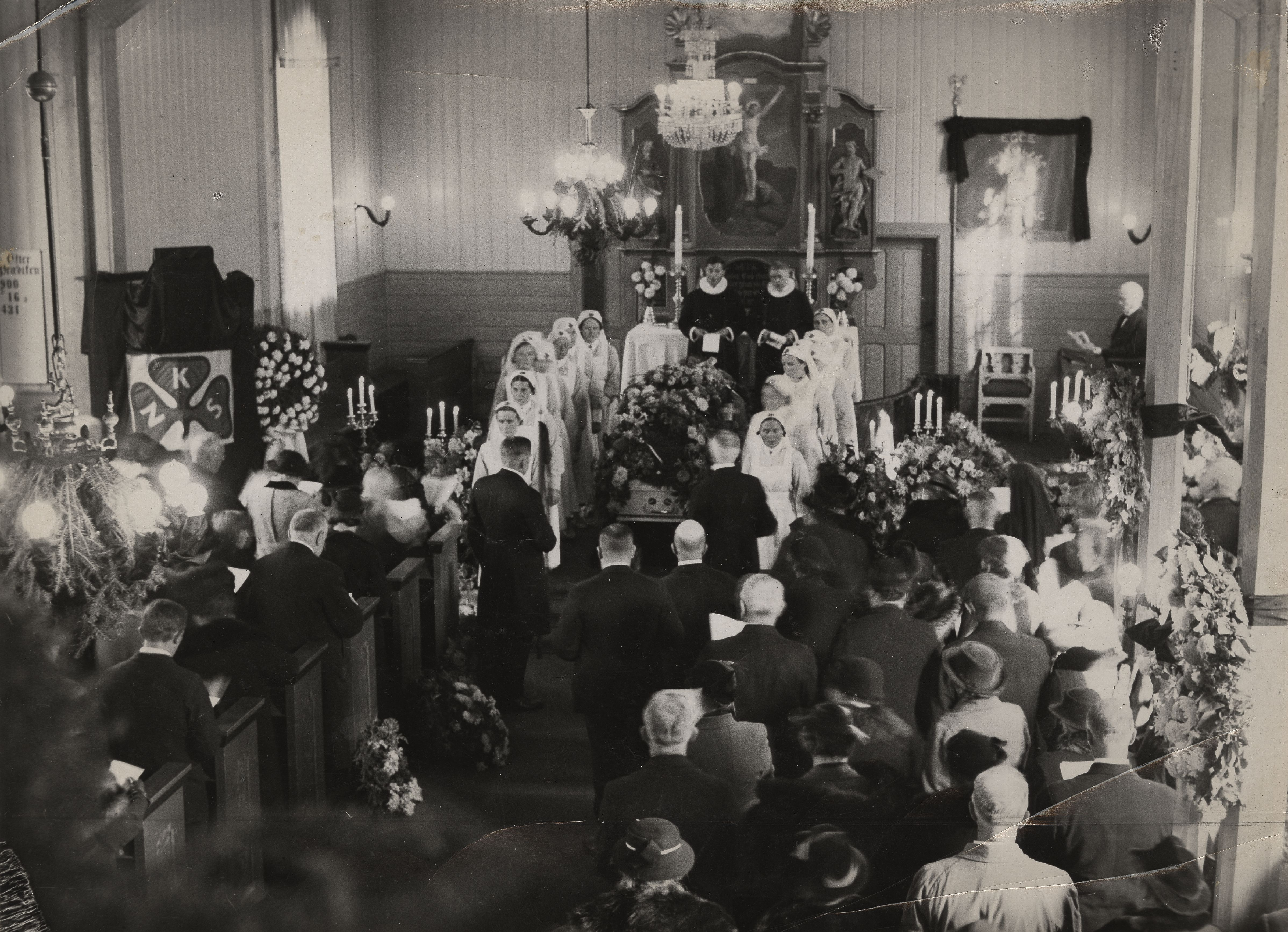
Enterrement de Fredrikke Marie Qvam en 1938.

Qvam meurt à la ferme Gjævran à Steinkjer en 1938. Elle est enterrée au cimetière d'Egge avec son mari, Ole Anton Qvam. Elle laisse derrière elle sa fille Louise Qvam, médecin.
Une statue d'elle est érigée à Steinkjer. Un prix en son nom, Fredrikkeprisen, est décerné chaque année par l'Association norvégienne féminine de santé publique. La Fredrikke Qvams gate, une rue du centre d'Oslo, porte son nom depuis 1951.
Dans le cadre du 100e anniversaire du suffrage universel féminin en Norvège en 2013, Qvam est élue deuxième femme la plus importante de Norvège au cours des cent dernières années (après Gro Harlem Brundtland).

## Récompenses
- Médaille du mérite du roi en or (1911)[1]
- Chevalier, première classe de l'ordre de Saint-Olav (1915)[1]